# Alexander Graf (Schachspieler)
Alexander Graf (* 25. August 1962 als Alexander Nenaschew in Taschkent) ist ein deutscher Großmeister im Schach. 

## Vor der Ausreise
Bei der Landesmeisterschaft der Sowjetunion 1991 in Moskau belegte er den fünften Platz. Den Titel Schachgroßmeister erhielt er 1992.

## Einreise nach Deutschland
Im Jahr 2000 siedelte er nach Deutschland über. Bei den Deutschen Einzelmeisterschaften 2000 und 2001 wurde er jeweils Vizemeister. 2004 bei der 75. Deutschen Schacheinzelmeisterschaft in Höckendorf konnte er den Titel gewinnen, 2005 kam er auf Platz 3.
Bei den Europameisterschaften 2003 in Istanbul belegte er den dritten Platz. 2004 bei der Schachweltmeisterschaft der FIDE in Tripolis schied er in der zweiten Runde aus.

## Nationalmannschaft
Graf nahm mit der usbekischen Nationalmannschaft an den Schacholympiaden 1992 und 1994 teil, wobei er 1992 in Manila mit der Mannschaft auf dem zweiten Platz landete und das beste Einzelergebnis am dritten Brett erreichte. Außerdem spielte er mit Usbekistan bei der Mannschaftsweltmeisterschaft 1993 und bei drei asiatischen Mannschaftsmeisterschaften, diese gewann er mit der Mannschaft 1999 in Shenyang.
Mit der deutschen Mannschaft nahm er an den Schacholympiaden 2002, 2004 und 2006, der Mannschaftsweltmeisterschaft 2001 in Jerewan, wo er am dritten Brett das beste Einzelergebnis erreichte, und den Mannschaftseuropameisterschaften 2003 und 2005 teil, wobei er 2005 in Göteborg sowohl die beste Elo-Leistung aller Spieler als auch das beste Einzelergebnis am dritten Brett erreichte.

## Vereine

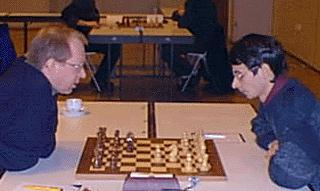
Murray Chandler und Alexander Graf (rechts), Schachbundesliga 2000 in Gelsenkirchen

Graf spielte ab 2000 in der Schachbundesliga bei der SG Porz, mit der er 2004 deutscher Mannschaftsmeister wurde. Nach dem Porzer Rückzug 2007 spielte Graf in Deutschland zwei Jahre gar kein Vereinsschach, von 2009 bis 2012 spielte er in der 2. Bundesliga Ost beim SK König Plauen, in der Saison 2012/13 beim USV Volksbank Halle. Seit der Saison 2017/18 spielt er für die SF Deizisau in der Schachbundesliga.
In der spanischen Mannschaftsmeisterschaft spielte Graf von 2003 bis 2011 für die Mannschaft von CA Marcote Mondariz, mit der er 2003 und 2010 spanischer Mannschaftsmeister wurde.

## Privates
Grafs Vorfahren stammen aus Deutschland. Er ehelichte Großmeisterin Rena Graf und hat einen Sohn (* 1989).